# Neocollyris
Neocollyris is een geslacht van kevers uit de familie Carabidae, de loopkevers.

## Soorten
- Neocollyris acrolia (Chaudoir, 1860)
- Neocollyris acuteapicalis (Horn, 1913)
- Neocollyris acutilabris Naviaux, 1994
- Neocollyris aenea Naviaux, 1994
- Neocollyris aeneicollis Naviaux and Cassola, 2005
- Neocollyris affinis (Horn, 1892)
- Neocollyris albitarsipennis (Horn, 1925)
- Neocollyris albitarsis (Erichson, 1834)
- Neocollyris albocyanescens (Horn, 1912)
- Neocollyris ampullacea (Horn, 1901)
- Neocollyris ampullicollis (Horn, 1913)
- Neocollyris andrewesi (Horn, 1894)
- Neocollyris angularis (Horn, 1892)
- Neocollyris angustula Naviaux, 1994
- Neocollyris annulicornis Naviaux, 2004
- Neocollyris anthracina Naviaux, 1994
- Neocollyris aptera (Lund, 1790)
- Neocollyris apteroides (Horn, 1901)
- Neocollyris arnoldi (Macleay, 1825)
- Neocollyris assamensis Naviaux, 1994
- Neocollyris attenuata (Redtenbacher, 1848)
- Neocollyris aureofusca (Bates, 1889)
- Neocollyris auripennis (Horn, 1902)
- Neocollyris basilana Naviaux, 1994
- Neocollyris batesi (Horn, 1892)
- Neocollyris bicolor (Horn, 1902)
- Neocollyris biimpressa (Harn, 1937)
- Neocollyris bipartita (Fleutiaux, 1897)
- Neocollyris bonellii (Guerin-Meneville, 1834)
- Neocollyris brancuccii Naviaux, 1992
- Neocollyris brendelli Naviaux, 1994
- Neocollyris brevicula Naviaux, 1994
- Neocollyris brevipronotalis (Horn, 1929)
- Neocollyris brevis Naviaux, 1994
- Neocollyris brevithoracica (Horn, 1913)
- Neocollyris bryanti (Horn, 1922)
- Neocollyris buchardi Naviaux, 2008
- Neocollyris carbonaria Naviaux, 1992
- Neocollyris carinifrons (Horn, 1901)
- Neocollyris celebensis (Chaudoir, 1860)
- Neocollyris ceylonica (Chaudoir, 1864)
- Neocollyris chaudoiri (Horn, 1892)
- Neocollyris chloroptera (Chaudoir, 1860)
- Neocollyris clavipalpis (Horn, 1901)
- Neocollyris coapteroides (Horn, 1935)
- Neocollyris cognata Naviaux, 2004
- Neocollyris compacta Naviaux, 1994
- Neocollyris compressicollis (Horn, 1909)
- Neocollyris conspicua Naviaux, 1994
- Neocollyris constricticollis (Horn, 1909)
- Neocollyris contracta (Horn, 1905)
- Neocollyris convergentefrontalis (Horn, 1923)
- Neocollyris corrugata Naviaux, 1992
- Neocollyris crassicornis (Dejean, 1825)
- Neocollyris cruentata (Schmidt-Goebel, 1846)
- Neocollyris cyaneipalpis Horn, 1923)
- Neocollyris cylindripennis (Chaudoir, 1864)
- Neocollyris davidi Naviaux, 1994
- Neocollyris deuvei Naviaux, 1991
- Neocollyris diardi (Latreille, 1822)
- Neocollyris dimidiata (Chaudoir, 1864)
- Neocollyris discretegrossesculpta (Horn, 1942)
- Neocollyris distans Naviaux, 1994
- Neocollyris distincta (Chaudoir, 1860)
- Neocollyris dohertyi (Horn, 1895)
- Neocollyris egregia Naviaux, 2004
- Neocollyris elongata (Chaudoir, 1864)
- Neocollyris emarginata (Dejean, 1825)
- Neocollyris erichsoni (Horn, 1892)
- Neocollyris erichwerneri Naviaux & Schule, 2008
- Neocollyris fasciata (Chaudoir, 1864)
- Neocollyris feai (Horn, 1893)
- Neocollyris filicornis (Horn, 1895)
- Neocollyris flava Naviaux, 1994
- Neocollyris fleutiauxi (Horn, 1892)
- Neocollyris formosana (Bates, 1866)
- Neocollyris foveifrons (Horn, 1901)
- Neocollyris fowleri Naviaux, 1994
- Neocollyris fruhstorferi (Horn, 1902)
- Neocollyris fuscitarsis (Schmidt-Goebel, 1846)
- Neocollyris glabrogibbosa (Horn, 1929)
- Neocollyris globosa Naviaux, 1994
- Neocollyris gomyi Naviaux, 2008
- Neocollyris gracilicornis (Horn, 1895)
- Neocollyris graciliformis Mandl, 1982
- Neocollyris gracilis (Horn, 1894)
- Neocollyris grandisubtilis (Horn, 1935)
- Neocollyris hiekei Naviaux, 1994
- Neocollyris horni Naviaux, 1994
- Neocollyris horsfieldi (Macleay, 1825)
- Neocollyris impressifrons (Chaudoir, 1864)
- Neocollyris infusca Naviaux, 1994
- Neocollyris ingridae Naviaux, 2004
- Neocollyris insignis (Chaudoir, 1864)
- Neocollyris jendeki Naviaux, 2004
- Neocollyris juengeri Naviaux, 1992
- Neocollyris kabakovi Naviaux & Matalin, 2003
- Neocollyris karen Naviaux, 2004
- Neocollyris kollari (Horn, 1901)
- Neocollyris kraatzi (Horn, 1892)
- Neocollyris krausei Naviaux, 1992
- Neocollyris labiomaculata (Horn, 1892)
- Neocollyris labiopalpalis (Horn, 1932)
- Neocollyris lepida Naviaux, 2004
- Neocollyris leucodactyla (Chaudoir, 1860)
- Neocollyris levigata (Horn, 1894)
- Neocollyris linearis (Schmidt-Goebel, 1846)
- Neocollyris lissodera (Chaudoir 1864)
- Neocollyris longipes Naviaux and Cassola, 2005
- Neocollyris loochooensis (Kano, 1929)
- Neocollyris lucidipes Naviaux, 2008: 129
- Neocollyris lugubris (Van der Linden, 1829)
- Neocollyris macilenta Naviaux, 2004
- Neocollyris maindroni (Horn, 1905)
- Neocollyris major (Latreille, 1822)
- Neocollyris mannheimsi (Mandl, 1954)
- Neocollyris metallica Naviaux, 2004
- Neocollyris modica Naviaux, 1994
- Neocollyris moesta (Sehmidt-Goebel, 1846)
- Neocollyris moraveci Naviaux, 2004
- Neocollyris mouhoti (Chaudoir, 1864)
- Neocollyris multipilosa Naviaux, 2003
- Neocollyris murzini Naviaux, 1992
- Neocollyris naviauxi Sawada & Wiesner, 2003
- Neocollyris nepalensis Naviaux, 1994
- Neocollyris nilgirica, Fowler, 1912
- Neocollyris nishikawai Naviaux, 2004
- Neocollyris nitida Naviaux, 1994
- Neocollyris oblita Naviaux, 1994
- Neocollyris obscurofemorata Mandl, 1970
- Neocollyris orichalcina (Horn, 1896)
- Neocollyris ovata Naviaux & Sawada, 1993
- Neocollyris pacholatkoi Sawada & Wiesner, 2006
- Neocollyris panfilovi Naviaux & Matalin, 2002
- Neocollyris paradoxa Matalin & Naviaux, 2008
- Neocollyris parallela Naviaux, 1991
- Neocollyris parvula (Chaudoir, 1848)
- Neocollyris pearsoni Naviaux, 1994
- Neocollyris perplexa Naviaux, 1994
- Neocollyris pinguis (Horn, 1894)
- Neocollyris planifrontoides (Horn, 1925)
- Neocollyris plicata (Schaum, 1863)
- Neocollyris plicaticollis (Chaudoir, 1864)
- Neocollyris plicicollis (Horn, 1901)
- Neocollyris prominens Naviaux, 1991
- Neocollyris pseudacrolia (Horn, 1935)
- Neocollyris pseudocontracta (Horn, 1937)
- Neocollyris pseudosignata (Horn, 1902)
- Neocollyris pseudospeciosa (Horn, 1932)
- Neocollyris pulchella Naviaux, 1994
- Neocollyris punctatella (Chaudoir, 1864)
- Neocollyris purpurascens Naviaux, 1992
- Neocollyris purpurea (Horn, 1895)
- Neocollyris purpureomaculata (Horn, 1922)
- Neocollyris quadrisulcata (Horn, 1935)
- Neocollyris rapillyi Naviaux, 1992
- Neocollyris rectangulivertex (Horn, 1929)
- Neocollyris redtenbacheri (Horn, 1894)
- Neocollyris resplendens (Horn, 1902)
- Neocollyris restricta Naviaux, 2008
- Neocollyris rhodopus (Bates, 1878)
- Neocollyris richteri (Horn, 1901)
- Neocollyris rivalieri Naviaux, 1994
- Neocollyris roeschkei (Horn, 1892)
- Neocollyris rogeri Shook & Wu, 2006
- Neocollyris rosea Naviaux, 1994
- Neocollyris rubens (Bates, 1875)
- Neocollyris rufipalpis (Chaudoir, 1864)
- Neocollyris rugata Naviaux, 1994
- Neocollyris rugei (Horn, 1892)
- Neocollyris rugosa (Chaudoir, 1864)
- Neocollyris rugosior (Horn, 1896)
- Neocollyris samosirensis Naviaux, 1994
- Neocollyris saphyrina (Chaudoir, 1850)
- Neocollyris sarawakensis (Thomson, 1857)
- Neocollyris saundersi (Chaudoir, 1864)
- Neocollyris sausai Naviaux, 2004
- Neocollyris sawadai Naviaux, 1991
- Neocollyris schaumi (Horn, 1892)
- Neocollyris schereri Naviaux, 1994
- Neocollyris schillhammeri Naviaux, 2008
- Neocollyris sedlaceki Naviaux, 1994
- Neocollyris semiaenescens (Horn, 1935)
- Neocollyris siamensis Naviaux, 1991
- Neocollyris sichuanensis Naviaux, 1994
- Neocollyris signata (Horn, 1902)
- Neocollyris similior (Horn, 1893)
- Neocollyris similis (Lesne, 1891)
- Neocollyris singularis Naviaux, 1994
- Neocollyris siniaevi Naviaux, 2004
- Neocollyris sinica Naviaux, 2004
- Neocollyris smaragdina (Horn, 1894)
- Neocollyris smithi (Chaudoir, 1864)
- Neocollyris speciosa (Schaum, 1863)
- Neocollyris stiengensis (Horn, 1914)
- Neocollyris strangulata Naviaux, 1991
- Neocollyris stricta Naviaux, 2004
- Neocollyris subclavata (Chaudoir, 1860)
- Neocollyris subtilef1avescens (Horn, 1913)
- Neocollyris subtilis (Chaudoir, 1863)
- Neocollyris subtilobscurata Horn, 1925
- Neocollyris sumatrensis (Horn, 1896)
- Neocollyris taiwanensis Naviaux, 2004
- Neocollyris tenuis Naviaux, 1994
- Neocollyris thomsoni (Horn, 1894)
- Neocollyris tricolor Naviaux, 1991
- Neocollyris tuberculata (Macleay, 1825)
- Neocollyris vannideki Naviaux, 1992
- Neocollyris variicornis (Chaudoir, 1864)
- Neocollyris variipalpis (Horn, 1896)
- Neocollyris variitarsis (Chaudoir, 1860)
- Neocollyris venusta Naviaux, 1992
- Neocollyris vitalisi (W.Horn, 1924)
- Neocollyris wardi Naviaux, 1994
- Neocollyris waterhousei (Chaudoir, 1864)
- Neocollyris werneri Naviaux, 1991
- Neocollyris xanthoscelis (Chaudoir, 1864)
- Neocollyris zerchei Naviaux, 1991